# Alia Mabrouk
Alia Mabrouk auch Alia Mabrouk-Beji (geboren 13. Juni 1945 in El Kef, Französischen Protektorat in Tunesien) ist eine tunesische Schriftstellerin.

## Leben

### Jugend und Ausbildung
Mabrouk wuchs in den Hochebenen um El Kef auf, wo Berber, Numider, Punier und Römer ihre Spuren hinterlassen und Tempel errichtet hatten. Sie interessierte sich daher schon früh für die Verursacher dieser geheimnisvollen Relikte und studierte Geschichte.

### Schriftstellerin
In ihrem ersten historischen Roman Blés de Dougga thematisierte Mabrouk die Geschichte in der unmittelbaren Umgebung ihrer Kindheit, das antike Thugga. Dorthin reiste der römische Prokurator Caecilius Metellus 295 n. Chr., um die Bevölkerung zu überzeugen, Weizen nach Rom zu liefern, um einen Aufstand zu verhindern. Er meinte, das Säen von Eifersucht und Konkurrenz genüge, um sich die reichen Familien gewogen zu stimmen.
Mit dem Roman Puissant par la gloire widmet sich Mabrouk einem Zeitraum, der den Tunesiern bis dahin weitgehend unbekannt war: der Herrschaft der Vandalen von 429 bis 533. Christliche Autoren hatten die Vandalen als blindwütige Zerstörer und kulturlose Barbaren beschrieben. Mabrouk übernimmt diese Sicht weitgehend. Nur Geiserich bekommt individuelle Züge. Alle anderen werden als brutale Masse beschrieben.
In den beiden Romanen L'émir et les croisée und Le roi ambigu wendet sich Mabrouk der Hafsidenzeit zu. Im Émir geht es um die Phase der Eroberung der Souveränität und des Staatsaufbaus in Ifrīqiya unter Abu Zakarya und Aba Abdallah. Im Roi ambigu geht es um die Phase der Dynastie (1488–1574).
In Le soupire des vaincus erinnert Mabrouk an den Aufstand von 1864 gegen Sadok Bey, der von Ali Ben Ghdahem angeführt wurde. Dürre, Hungersnot, die unverdrossenen Steuereintreiber des Bey und die neue Gesetzgebung, die Christen und Juden mit den Stammesangehörigen gleichstellte, veranlassten die Stämme, zusammenzustehen.
Mabrouk wurde 2004 mit dem Comar d'or ausgezeichnet und war 2006 und 2007 in der Jury des Comar d'or für die frankophone Literatur vertreten.

## Werke (Auswahl)
Mabrouk schrieb eine Reihe historischer Romane, in denen sie sich mit der Geschichte Tunesiens auseinandersetzte. Die folgenden Bücher sind in der Reihenfolge ihres Ersterscheinungsjahres aufgelistet.
Historische Romane
- Blés de Dougga. Elyzad, 2010, ISBN 978-9973-58-030-6 (Erstausgabe:  1993).
- Puissant par la gloire: Genséric roi des vandales. L'Adret, 1998, ISBN 978-2-909623-04-7.
- Sombre histoire de cellules folles. Alyssa, Sidi Bou Saîd 2001, ISBN 978-9973-758-34-7.
- L'émir et les croisés. Chronique d'Ifriqiya. Clairefontaine, Tunis 2003, ISBN 978-9973-834-02-7.
- Le roi ambigu. Déméter, Tunis 2007, ISBN 978-9973-706-19-5.
- Le soupir des vaincus. Chronique d'une insurrection, Tunisie 1864. Déméter, Tunis 2010, ISBN 978-9973-706-25-6.

Nicht-historische Romane
- Hurlement. Alyssa, Sidi Bou Saîd 1992, ISBN 978-9973-17-231-0.
- mit Khedija Chleïfa-Hamza: Mahdi, une vie. Fotos von Gilles Mermet. Association de sauvegarde de la médina, Tunis 2009, ISBN 978-9973-851-05-5.
- Sacrée particule. Édilivre, Saint-Denis 2014, ISBN 978-2-332-69790-5.
- Fajria, une vie. Arabesques, Tunis 2018, ISBN 978-9938-07-316-4.
- Sans frontière. Arabesques, Bab Saâdoun, Tunesien 2021, ISBN 978-9938-07-625-7.

## Auszeichnungen
- 2004: Comar d'or für L'Émir et les croisés[9]